# Hallgeir Engebråten
Hallgeir Engebråten (* 17. prosince 1999 Kongsvinger) je norský rychlobruslař.
V roce 2017 začal startovat v juniorském Světovém poháru, v následujícím roce se představil jak na seniorském Mistrovství Evropy, tak na juniorském světovém šampionátu. Do závodů seniorského Světového poháru nastoupil roku 2019. Na Mistrovství Evropy 2020 získal bronzovou medaili ve stíhacím závodě družstev. Z ME 2022 si přivezl stříbro ze stíhacího závodu družstev a bronz z tratě 5000 m a na Zimních olympijských hrách 2022 vybojoval bronz na distanci 5000 m a zvítězil ve stíhacím závodě družstev.